# Aimaro Monaco dei Corbizzi
Aimaro Monaco dei Corbizzi (ook bekend als Aymar le Moine, Monachus Florentinus of Haymarus Monachus de Florentia) was een aartsbisschop, patriarch, schrijver en dichter.
Aimaro, geboren in Florence, was tussen 1171-1181 Kanselier van de patriarch van Jeruzalem, waarna hij het ambt van aartsbisschop van Caesarea in Palestina (1181-1192) bekleedde. Aimaro werd in 1192 benoemd tot patriarch van Jeruzalem.
Zijn geschriften werden een tijdlang in het klooster van Miechów gehouden. Deze geschriften zijn in de 15e eeuw in de Annalen van Miechów opgenomen.

## Werken
- Expugnatione civitatis acconensis[3]
- Expeditione Ierosolimitana[4]

- Gemeinsame Normdatei: 100379508
- International Standard Name Identifier: 0000 0000 6632 1756
- Library of Congress Control Number: n2007066615
- Nationale Bibliotheek van Israël: 987007303790605171
- Nederlandse Thesaurus van Auteursnamen: 125107080
- Système universitaire de documentation: 073733717
- Virtual International Authority File: 282894584
- WorldCat: E39PBJqQtw39449CfmCVCvD8YP